# Amy Foster
Amy Foster est une nouvelle de Joseph Conrad publiée en 1901.

## Historique
Amy Foster paraît en 1901 dans le The Illustrated London News, puis en 1903 dans le recueil de nouvelles Typhoon an Other Stories (traduit en français par Typhon et autres récits).
À travers le portrait du naufragé, on peut certainement retrouver le polonais Conrad transplanté en Angleterre, en apprenant la langue pour devenir un des plus célèbres écrivains de ce pays.

## Résumé
Kennedy, le médecin de campagne de Colebrook, nous raconte l'histoire d'Amy Foster mariée à un naufragé, « pauvre émigrant d'Europe centrale parti pour l'Amérique et qu'une tempête avait jeté sur cette côte ».

## Adaptation
- Au cœur de la tourmente (titre original : Swept from the Sea - titre québécois : Balayé par la mer) est un film américano-canado-britannique réalisé par Beeban Kidron, sorti en 1997.

## Éditions en anglais
- Amy Foster, dans les numéros des 14, 21 et 28 décembre de The Illustrated London News.
- Amy Foster, dans le recueil de nouvelles Typhoon an Other Stories, chez l'éditeur Heinemann à Londres, en avril 1903.

## Traductions en français
- Amy Foster, traduit par G. Jean-Aubry, Paris, Éditions Gallimard, 1933
- Amy Foster, traduction revue par Philippe Jaudel, Conrad, Œuvres, tome II, Éditions Gallimard, « Bibliothèque de la Pléiade », 1985.
- Amy Foster, traduction d'André Topia, Rivages Petite Bibliothèque, 2013